# Raad eens hoeveel ik van je hou (tekenfilm)
Raad eens hoeveel ik van je hou is een Australische animatieserie die gebaseerd is op het gelijknamige prentenboek van Sam McBratney en Anita Jeram.

## Geschiedenis
In Nederland is de serie te zien op Zappelin (VPRO). Ook op de Vlaamse televisie (Ketnet) zijn de avonturen van Hazeltje te volgen. In Vlaanderen is Raad eens hoeveel ik van je hou zelfs geruime tijd als familievoorstelling te zien geweest, verzorgd door Uitgezonderd!Theater (2013).

## Verhaal
In de serie komen alle vier de seizoenen voorbij, verspreid over 52 afleveringen. In tegenstelling tot het boek komen er ook andere personages in voor, zoals Kleine Veldmuis (het beste vriendinnetje van Hazeltje), Kleine Rode Vos, Kleine Grijze Eekhoorn, Kleine Witte Uil, Donsje en Otter. Verder is er een verteller aanwezig.

## Afleveringen
(de lente)
1. Een veld vol met bloemen
2. Leren vliegen
3. De Bloesemboom
4. Schatten zoeken
5. Lentegeurtjes
6. Sterren pakken
7. Kom maar mee
8. Het nest
9. Verstoppertje
10. Het bijzondere veertje
11. Mijn eigen lieveheersbeestje
12. Spelen in de regen
13. Net als de mieren

(de zomer)
1. Blauwe dingen
2. Oost west, thuis best
3. Een nieuwe staart
4. Het allermooiste bezit
5. Naar het einde van de rivier
6. Een bladparasol
7. Zo groot als jij
8. Een verhaaltje
9. Kijk eens goed om je heen
10. Een verhaaltje voor uil
11. Een keer jou zijn
12. Donder en bliksem
13. De pruimenboom

(de herfst)
1. Het begin van de herfst
2. Vier seizoenen in één dag
3. Kastanjes zoeken
4. Hoe klinkt de maan eigenlijk?
5. Ik wil ook graag vliegen!
6. Echt beloofd!
7. Het bosmonster
8. Eikeltjespret
9. Schaduwdieren
10. Fluiten als de wind
11. Geef nooit op!
12. Verrassing!
13. De verdwenen eikeltjes

(de winter)
1. Een witte wei
2. Het mooiste sneeuwvlokje
3. Een warme wintervacht
4. Binnenblijven
5. Leuke winterdingen
6. Een nieuw vriendje
7. Sneeuwpoppen maken
8. Fijn glijden over het ijs
9. De Geluksstok
10. O sorry!
11. Waar is Kleine Rode Vos?
12. Verborgen schatten
13. De Vierseizoenendans